# 徳永重康
徳永 重康（とくなが しげやす、1874年（明治7年）8月20日 - 1940年（昭和15年）2月8日）は、日本の動物学者・地質学者・古生物学者。早稲田大学教授、早稲田高等工学校校長、東京帝国大学講師などを歴任。1933年（昭和8年）に実施された第一次満蒙学術調査研究団長として熱河地方に赴き、その調査報告で1937年（昭和12年）に朝日文化賞を受賞。日本古生物学会2代会長、日本地質学会会長 を務めた。

## 来歴
1874年（明治7年）8月20日、芝区愛宕町にて生まれる。父親は薩摩藩士の吉原重隆。第一高等学校を経て東京帝国大学に進学する。理学部動物学科に進むもその中で古生物学に興味を持ち、地質学科への転科を希望したものの、当時その制度がなかったため受け入れられず、動物学科に籍をおいたまま地質学科の講義・実習を受けた。学部卒業後は大学院にて地質学を専門に学び、小藤文次郎・横山又次郎・神保小虎らに師事する。1897年（明治30年）に大学を卒業し、その直後より2年間にわたり琉球諸島と台湾北部の地質研究調査を行った。この調査報告は1901年（明治34年）の東大紀要に掲載され、翌年にはこの業績をもとに理学博士の学位を授与された。その後は友人に乞われて宮城県の気仙沼にある鹿折金山の経営を行った。
その後鉱山業から身を引き、1907年（明治40年）に東京工科大学（現在の工学院大学）教授に任用、1910年（明治43年）には校長に就任する。同年、早稲田大学理工学部教授・早稲田高等工学校校長に任用される。1914年（大正3年）には日本で初めてデスモスチルスの化石を発見する。1918年（大正7年）から1928年（昭和3年）にかけ、常磐炭礦の嘱託を受け常磐炭田の地質を調査。その結果は早稲田大学の紀要として発表され、ひとりの調査者が統一した見解のもと作った資料という点から各所で参考にされた。
1933年（昭和8年）には朝日新聞社の後援のもと満蒙学術調査研究団を組織、その団長に就任する。地質・地理・動物・植物・人類など各方面の学者10数名とともに中国熱河省を中心とする地域を研究調査し、25冊3937ページにわたる報告書を編纂した。この研究調査活動において発見された新種は現生動物68種、現生植物124種、古生物21種の計213種にのぼる。1936年（昭和11年）に日本古生物学会会長、1937年（昭和12年）に日本地質学会会長を1期ずつ務めた。1940年2月8日急逝。享年67歳。

## 家族
- 父・吉原重隆 ‐ 薩摩藩士（父の代から江戸詰で、島津公の祐筆を務めた）。重康はその二男。[7]
- 父方叔父・吉原重俊 ‐ 日銀初代総裁
- 前妻・愛子 (1885年生) ‐ 高島鞆之助の四女。のち離婚。徳永姓は高島の親族の姓。[7]
- 娘・初子（1903年生） ‐ 高島友春の妻（のち離婚）。友春は伯爵吉井幸蔵の三男で、吉井勇の弟だが、幸蔵の弟で高島鞆之助の養嗣子となった高島友武の養嗣子となった。友武と重康は相婿。[7]
- 後妻・もと (1887年生). ‐ 柴田承桂の娘。兄弟に柴田桂太・柴田雄次。[8]
- 二男・徳永康元 ‐ 言語学者
- 三男・徳永重元 ‐ 地質学者

## 人物
明るく社交的な性格で、研究者のみならず芸術界隈にも友人が多かった。能楽に対する造詣が深く、人からは「人生を学問七分、能楽三分に分けた人」ともいわれ、また自らも「三博士(理・工・能)」と名乗った。宝生流の宗家に師事し、能舞台に出演した回数は300回を越えた。切能物や四番目物を得意とし、晩年は老女物を演じたという。また、野山を歩くことを好んでおり、東京から伊豆や東北まで徒歩で旅することもしばしばだった。

## 主な業績
- S. Yoshiwara (1902). “Geological Age of the Ogasawara Group (Bonin Islands) as indicated by the occurrence of Nummulites”. Geological Magazine 9 (7):  296-303. doi:10.1017/S001675680018118X.
- Tokunaga S. (1903). “On the Fossil Echinoids of Japan”. 東京帝國大學紀要. 理科 17:  1-27. doi:10.15083/00037913.
- S. Yoshiwara (1906). “Fossils from the environs of Tokyo”. Journal of the College of Science (2):  1-96. NAID 10003921281.
- 徳永重康「朝鮮平壌炭田四近の地質に就て」『地學雜誌』第25巻第1号、1913年、15-19頁、doi:10.5026/jgeography.25.15。
- Tokunaga S.; Iwasaki C. (1906). “Fossils from the environs of Tokyo”. Journal of the College of Science 21 (255):  33. doi:10.5575/geosoc.21.255_33.
- 徳永重康「「デスモスチラス」の分類學上の位置」『地質学雑誌』第22巻第258号、1915年、119-124頁、doi:10.5575/geosoc.22.119。
- 徳永重康「常磐炭田ノ地質」『早稲田大学理工学部紀要』第5巻、1918年、1-316頁。
- 徳永重康、飯塚実「常磐炭組織の顕微鏡学的研究」『地質学雑誌』1928年、35-412頁。
- 徳永重康「哺乳類」『岩波講座 地質学および古生物学』、岩波書店、1934年。
- 第一次満蒙学術調査研究団『第一次満蒙学術調査研究団報告』、1934 - 1940年。
- SHIGEYASU TOKUNAGA; FUYUJI TAKAI (1936). “On A Fossil Elephant, Palaeoloxodon aomoriensis, from Shichinohe, Kamikitagun, Aomori Prefecture, Japan”. Transactions and proceedings of the Palaeontological Society of Japan 1936 (3):  25-29. doi:10.14825/prpsj1935.1936.25.
- 徳永重康「福島縣湯本町附近より発見せる「デスモスチラス」」『地學雜誌』第48巻第10号、1936年、473-484頁、doi:10.5026/jgeography.48.473。